# Ryticaryum novoguineense
Ryticaryum novoguineense är en tvåhjärtbladig växtart som först beskrevs av Otto Warburg, och fick sitt nu gällande namn av Herman Otto Sleumer. Ryticaryum novoguineense ingår i släktet Ryticaryum och familjen Icacinaceae. Inga underarter finns listade i Catalogue of Life.